# Spilobotys snelleni
Spilobotys snelleni är en fjärilsart som beskrevs av M.Gaede 1914. Spilobotys snelleni ingår i släktet Spilobotys och familjen nattflyn. Inga underarter finns listade i Catalogue of Life.